# Yllenus albocinctus
Yllenus albocinctus là một loài nhện trong họ Salticidae.
Loài này thuộc chi Yllenus. Yllenus albocinctus được Kroneberg miêu tả năm 1875.